# Chinolinsäure
Chinolinsäure (Pyridin-2,3-dicarbonsäure) ist eine chemische Verbindung aus der Gruppe der Pyridindicarbonsäuren. Sie besteht aus einem Pyridinring, der in 2- und 3-Position Carboxygruppen trägt.

## Vorkommen
Chinolinsäure kommt natürlich als Metabolit des Tryptophans vor.

## Gewinnung und Darstellung
Chinolinsäure kann durch elektrochemische Oxidation von Chinolin oder mit Hilfe von Wasserstoffperoxid dargestellt werden.
Alternativ kann es aus Chinolin durch Oxidation mittels Kaliumpermanganat (KMnO4) dargestellt werden. Es entsteht als Zwischenprodukt bei der Synthese von Nicotinsäure. Chinolinsäure zersetzt sich ab 185–190 °C durch Decarboxylierung zu Nicotinsäure.